# Johann Bischopinck
Johann Bischopinck (* um 1500; † 21. Juni 1543 in Münster) war Weihbischof in den Bistümern Münster, Osnabrück und Minden und Titularbischof von Cone.

## Leben
Johann Bischopinck entstammte dem westfälischen Adelsgeschlecht Bischopinck, aus dem namhafte Persönlichkeiten hervorgegangen sind. Seine genaue genealogische Abstimmung ist nicht überliefert. Im Erbmännerstreit spielten die Bischopincks eine bedeutende Rolle.
Durch bischöfliche Kollation kam Johann am 24. Juli 1524 in den Besitz einer Präbende im Kollegiatstift St. Martini in Münster. Der Fürstbischof Franz von Waldeck ernannte ihn am 26. März 1536 zum Weihbischof in den Bistümern Münster, Osnabrück und Minden, nachdem  Weihbischof Bernhard von Sachsen seine Aufgaben nicht mehr wahrnehmen konnte. Papst Paul III. ernannte ihn am 26. Januar 1537 zum Titularbischof von Cone.
Während des Täuferreiches wurden im Bistum Münster zahlreiche Gotteshäuser verwüstet und entheiligt. Bischopinck sah seine Hauptaufgabe in der Wiederheiligung der geschändeten Kirchengebäude. So weihte er
| Datum              | Weiheobjekt                                    |
| ------------------ | ---------------------------------------------- |
| 2. Dezember 1537   | Dom zu Münster                                 |
| 17. Dezember 1537  | Elisabethkapelle am Dominikanerkloster Münster |
| 20. Dezember 1537  | Domaltar                                       |
| 4. Februar 1538    | Altar der Lambertikirche Münster               |
| 25. April 1538     | Altar der Jacobikirche Münster                 |
| 21. Oktober 1538   | Kirche und Altar des Alten Doms Münster        |
| 22. Oktober 1538   | Altar der Servatiikirche Münster               |
| 21. September 1539 | Altar der Klosterkirche Rengering              |

## Weihehandlungen
- 28./29. Dezember 1540 im Schloss Iburg Diakonats- und Priesterweihe  des Franz von Waldeck

sowie als Mit-Konsekrator dessen Weihe zum Bischof

## Sonstiges
Johann ließ im Jahre 1540 in der Marienkapelle am Dom ein Epitaph errichten, das die Anbetung der Heiligen Drei Könige zeigt, neben denen er selber in anbetender Haltung kniet. Die künstlerisch hochstehende Darstellung stammt von Johann Brabender.